# Corazón iluminado
Corazón iluminado (pt: Coração Iluminado) é um filme de drama franco-argentino-brasileiro de 1998, dirigido por Héctor Babenco e roteirizado por ele em parceria com Ricardo Piglia. Com lances autobiográficos, o filme é estrelado por Miguel Ángel Solá e Walter Quirós compartilhando o papel de um homem que está crescendo na vida, passando de vendedor a diretor de cinema em Hollywood. Maria Luísa Mendonça e Xuxa Lopes completam o elenco estelar.
Corazón iluminado teve sua estreia mundial no Festival de Cannes, na França, em 23 de maio de 1998, e foi lançado nos cinemas do Brasil em 13 de novembro de 1998 pela Columbia TriStar. O filme foi recebido positivamente pela crítica especializada, especialmente por sua abordagem poética sobre a vida humana e pelas interpretações do elenco, com destaque para Maria Luísa Mendonça. Em sua exibição nos cinemas brasileiros, o filme registrou uma bilheteria acumulada em cerca de R$ 92 mil e foi visto por mais 17 mil pessoas.
O filme recebeu diversos prêmios e indicações ao longo de sua passagem pela temporada de festivais e premiações. Na 1ª cerimônia de entrega do Grande Otelo pela Academia Brasileira de Cinema, o filme recebeu três nomeações, incluindo de Melhor Diretor, Melhor Atriz para Maria Luísa Mendonça e Melhor Fotografia. No 5° Prêmio Guarani de Cinema, o filme saiu-se vencedor nas categoria de Melhor Diretor e Melhor Atriz para Maria Luísa Mendonça. A atriz ainda foi nomeada aos Prêmios Cóndor de Plata, reconhecimento máximo do cinema argentino.

## Enredo
Juan (Walter Quiroz), tem dezessete anos e reside com seus pais. Ele passa grande parte de seu tempo junto a intelectuais interessados em fotografia, buscando capturar a essência da alma humana. Sob a orientação de Jacobo (Arturo Maly), eles se dedicam a essa empreitada, e Ana (Maria Luísa Mendonça), surge como a "iluminada" do grupo, sendo sua aura a única capturada pela câmera. Ana é uma jovem que enfrenta relações tumultuadas com a realidade, sendo rotulada como louca pela família, mas desperta em Juan um amor igualmente intenso.
Juan, inicialmente envolvido em vendas porta-a-porta, tem sua vida transformada quando um fotógrafo lhe apresenta um visor. Esse encontro o direciona para o sucesso futuro como diretor de Hollywood. Duas décadas mais tarde, Juan (Miguel Ángel Solá), agora um cineasta renomado vivendo em Los Angeles, retorna a Buenos Aires para o funeral de seu pai. No entanto, mais uma vez, ele se deixa envolver pela busca por uma mulher misteriosa, Lilith (Xuxa Lopes), que parece possuir o mesmo coração iluminado que Ana revelou no início do filme.

## Elenco
- Miguel Ángel Solá como Juan Ludz[2]
- Walter Quiroz como Juan Ludz (jovem)
- Maria Luísa Mendonça como Ana[3]
- Xuxa Lopes como Lilith
- Arturo Maly como Jacobo
- Norma Aleandro como mãe de Juan
- Villanueva Cosse como pai de Juan
- Oscar Ferrigno Jr. como Martín
- Daniel Fanego como Fausto
- Alejandro Awada como Fausto (jovem)
- Carlos Briolotti como Lázaro
- Luis Luque como Andrés
- Carlos Bermejo como apresentador festival de cinema

## Produção
Este é o sétimo filme e o projeto mais pessoal de Héctor Babenco, inspirado em suas lembranças da adolescência. Foi filmado dois anos depois de o cineasta ter passado por um transplante de medula óssea para tratar um câncer no sistema linfático, e, em alguns momentos, ele pensou que não conseguiria concluí-lo devido a problemas de saúde. O roteiro contou com a colaboração do diretor e escritor argentino Ricardo Piglia. O elenco é liderado por Maria Luísa Mendonça, Walter Queiróz, Miguel Ángel Solá  e Xuxa Lopes, que na época era esposa de Babenco.

## Lançamento
Corazón iluminado teve sua primeira exibição oficial no tradicional Festival de Cannes, na França, em 23 de maio de 1998, competindo na mostra oficial da Palma de Ouro. Em 13 de novembro de 1998, foi lançado comercialmente no Brasil pela Columbia TriStar e Sony Pictures. Em dezembro, foi exibido em Cuba no Festival Internacional de Cinema de Havana. Neste mês, no dia 3, teve sua estreia nos cinemas da Argentina. Em 17 de novembro de 1999, foi lançado comercialmente na França.

## Recepção

### Bilheteria
O filme teve um modesto desempenho comercial. De acordo com dados da Agência Nacional do Cinema (Ancine), Corazón iluminado foi distribuído em 19 salas de cinema espalhadas pelo país. Em sua exibição oficial, em 1998, o público foi de 17.850 pessoas. Ao todo, o filme acumulou uma bilheteria de R$ 92.892,00.

### Resposta da crítica

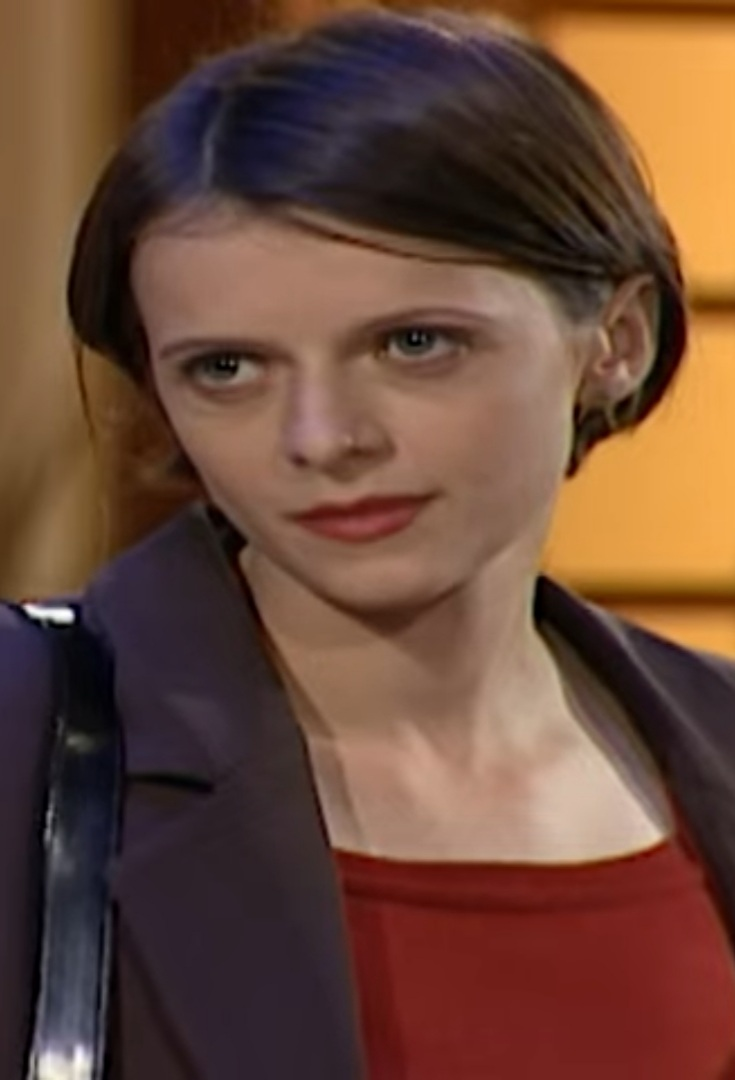
A performance de Maria Luísa Mendonça recebeu aclamação crítica e foi premiada.

Em sua estreia no Festival de Cannes, o filme já se saiu com êxito à imprensa. No entanto, apesar de ter sido indicado à Palma de Ouro em Cannes, Coração Iluminado foi alvo de vaias por parte do público, que parecia mais interessado na proximidade da sessão de estreia de Godzilla (1998), exibido no encerramento do festival. Poucos espectadores dedicaram o tempo e a atenção necessários para acompanhar a dramática jornada de Juan Ludz, um jovem que vive um romance com a bela Ana enquanto busca por seu lugar no mundo.
Conrado Heoli, para o Papo de Cinema, escreveu: "A partir das lentes irretocáveis de Lauro Escorel, a fotografia de Coração Iluminado é um dos principais atrativos do filme, que ainda guarda na direção de arte de Carlos Conti a bonita e afetiva reconstrução de uma Argentina que hoje vive apenas no passado". Ele ainda teceu elogios ao elenco dizendo que os atores são "outros atrativos a parte no longa de Babenco, que conta com o carisma de Maria Luísa Mendonça e a graça de Walter Quiroz em seu primeiro ato e Miguel Ángel Solá e Xuxa Lopes em interpretações acertadas na segunda parte do filme".
Escrevendo para a Folha de S.Paulo, Inácio Araújo definiu o filme como "o mais audacioso, o mais poético e, portanto, o mais belo dos filmes de Hector Babenco". Araújo abordou o filme destacando a coesão da narrativa, que permanece inalterada, mesmo com um final enigmático, uma ousadia dentro dos padrões contemporâneos, nos quais muitos espectadores esperam soluções claras. Ele ressalta a tensão presente ao longo do filme entre o ficcionista e suas personagens. Mais uma vez, Babenco demonstra uma inclinação em dar destaque às personagens, retratando-as como seres excepcionais, enquanto o ficcionista parece existir apenas para servir a elas.

### Prêmios e indicações
| Ano  | Festival                            | Categoria             | Nomeações                       | Resultado | Ref.  |
| ---- | ----------------------------------- | --------------------- | ------------------------------- | --------- | ----- |
| 1998 | Festival de Cannes                  | Melhor Filme          | Héctor Babenco                  | Indicado  | [ 4 ] |
| 1999 | Prêmios Cóndor de Plata             | Melhor Atriz          | Maria Luísa Mendonça            | Indicado  | [ 8 ] |
| 2000 | Grande Prêmio do Cinema Brasileiro  | Melhor Direção        | Héctor Babenco                  | Indicado  | [ 8 ] |
| 2000 | Grande Prêmio do Cinema Brasileiro  | Melhor Atriz          | Maria Luísa Mendonça            | Indicado  | [ 8 ] |
| 2000 | Grande Prêmio do Cinema Brasileiro  | Melhor Cinematografia | Lauro Escorel                   | Indicado  | [ 8 ] |
| 2000 | Prêmio Guarani de Cinema Brasileiro | Melhor Filme          | Héctor Babenco                  | Indicado  | [ 9 ] |
| 2000 | Prêmio Guarani de Cinema Brasileiro | Melhor Direção        | Héctor Babenco                  | Venceu    | [ 9 ] |
| 2000 | Prêmio Guarani de Cinema Brasileiro | Melhor Atriz          | Maria Luísa Mendonça            | Venceu    | [ 9 ] |
| 2000 | Prêmio Guarani de Cinema Brasileiro | Melhor Cinematografia | Lauro Escorel                   | Indicado  | [ 9 ] |
| 2000 | Prêmio Guarani de Cinema Brasileiro | Melhor Roteiro        | Hector Babenco e Ricardo Piglia | Indicado  | [ 9 ] |